# جيم تورنر (لاعب كرة قدم أمريكية)
جيم تورنر (بالإنجليزية: Jim Turner)‏ هو لاعب كرة قدم أمريكية أمريكي، ولد في 28 مارس 1941 في مارتينز في الولايات المتحدة.

## وصلات خارجية
- جيم تورنر على موقع مرجع كرة القدم المحترفة.كوم (الإنجليزية)